# 日匹信亮
日匹 信亮（ひびき のぶすけ、安政4年12月1日（1858年1月15日） - 昭和15年（1940年）11月22日）は旧日本陸軍の主計監（のちの主計少将）で、富士見町教会教会員。
妻は川本鶴吉の姉カヨ、日疋養鶏養豚場経営日疋道夫は子、日疋食品代表日疋文爾は孫、ひびき（旧社、後のHM管財）代表取締役日疋好春は曾孫。

## 経歴
安政4年（1857年）12月1日、日疋文七の三男として紀伊国（現和歌山県）に生まれる。幼名常吉である。1880年1月に陸軍士官学校（旧5期）に入校し、1882年12月25日に卒業し、陸軍歩兵少尉に任命される。歩兵中尉の時に主計科に転ずる。1904年8月14日、満洲軍倉庫長になり、日露戦争を迎える。
東京在勤中に、日本基督教会の麹町教会で大儀見元一郎から洗礼を受ける。1906年には金沢で伝道していたアメリカ合衆国長老教会の宣教師T・C・ウィンを伝道のために満洲に招聘する。
1911年に陸軍主計監になり、1914年に予備役となる。予備役になってからは、クリスチャンとしてホーリネス教会と深い関わりを持ち、晩年の中田重治と密接な関係にあった。
第一次世界大戦中は日本基督教青年会同盟を代表して、連合慰問師団長として西部戦線に赴く。
後にクリスチャンとして日本基督教会に所属して、宗教法案反対の先頭に立って活動した。
1923年の関東大震災後に、隣保事業の財団法人東京親隣館の理事として活躍する。受刑囚の保護事業や社会改良事業も行う。
1924年の米国での日本人移民排斥反対や人種差別弾劾の運動にも協力した。
1929年の日本ホーリネス教会の年会に出席して、宗教法案反対基督教同志会の主旨に従って、ホーリネス教会と提携して、宗教法案反対運動をすることを決議した。
1933年5月、富士見町教会第3代目主任牧師三吉務と満洲伝道について語り合い、満洲伝道会を結成した。会長に就任した。日支事変のとき東亜伝道会となる。
日匹は晩年の中田重治に影響を受け、中田と深いかかわりを持った。1933年ホーリネス分裂事件の際に調停に尽力する。1934年7月に満洲伝道会委員長に任命される。後に、東亜伝道会長になる。1935年11月28日の鉄道ホテルで開かれたホーリネス教団の和協午餐会に出席する。
きよめ教会発足以降は、1937年12月25日のきよめ教会の発会式に、松山常次郎と阿部義宗らと共に出席して、1938年6月25日の東京聖書学院の火事の時に、中田重治邸を訪問し、1939年7月17日にメソジスト釘宮辰生監督と共に病床の中田重治を訪問するなど中田重治と密接な関係をもった。さらに、1939年9月28日の中田重治の葬儀にも列席して弔辞を行った。
1940年10月17日に開催された皇紀二千六百年奉祝全国基督教信徒大会の万歳奉唱を担当。同年12月22日に死去する。伝記に石井伝一著『偉人日疋信亮』がある。